# Quận Atkinson, Georgia
Quận Atkinson là một quận trong tiểu bang Georgia, Hoa Kỳ. Quận lỵ đóng ở thành phố Pearson 6. Theo điều tra dân số năm 2010 của Cục điều tra dân số Hoa Kỳ, quận có dân số 8.375 người 2.